# Modello (logica matematica)
Un modello di una teoria formale, in logica matematica, è una struttura in cui vengono interpretati gli enunciati della teoria. Sebbene la seguente definizione faccia riferimento alla teoria dei modelli, gli esempi e le definizioni successive fanno riferimento a teoria e logica del primo ordine.

## Definizione
Per una data teoria {\displaystyle {\mathcal {T}}} in teoria dei modelli, una struttura {\displaystyle {\mathcal {M}}=(M,\sigma ,I)} è definita come modello se
1. il linguaggio usato da {\displaystyle {\mathcal {M}}} è lo stesso usato nella teoria {\displaystyle {\mathcal {T}}},
2. ogni proposizione in {\displaystyle {\mathcal {T}}} è soddisfatta da {\displaystyle {\mathcal {M}}},

dove
1. {\displaystyle {\mathcal {M}}} è un dominio (di discorso o di interpretazione),
2. {\displaystyle \sigma } è una firma (signature),
3. {\displaystyle I} è una funzione di interpretazione.

### Dominio
Il dominio {\displaystyle {\mathcal {D}}} di una struttura {\displaystyle {\mathcal {F}}} è definito come un insieme arbitrario; è anche detto dominio di discorso in quanto contiene gli elementi dell'ambiente sul quale si vuole effettuare una descrizione o un ragionamento.
Si noti che, se il dominio è usato in una struttura per la logica del primo ordine, allora non può essere vuoto.

### Signature
La signature {\displaystyle \sigma =(S,\mathrm {ar} )} di una struttura {\displaystyle {\mathcal {F}}} è un definita formalmente come una coppia i cui elementi sono
1. {\displaystyle S}, l'insieme di simboli di costanti, funzioni o relazioni, ciascuno con un'arietà;
2. una funzione {\displaystyle \mathrm {ar} \colon S\to \mathbb {N} }, detta di arietà, che associa ad ogni simbolo in {\displaystyle S} il numero di argomenti che il simbolo accetta.

Per definizione simboli costanti {\displaystyle c} sono tali che {\displaystyle \mathrm {ar} (c)=0}.

### Funzione di interpretazione
Una funzione di interpretazione {\displaystyle I} di una struttura {\displaystyle {\mathcal {F}}} è una funzione che assegna funzioni e relazioni ai simboli definiti nella signature ed è tale che:
1. {\displaystyle I(c_{i})\in {\mathcal {D}}}, con {\displaystyle c_{i}} simbolo costante nel dominio di interpretazione;
2. {\displaystyle I(f_{i})\colon S\rightarrow ({\mathcal {D}}^{n}\rightarrow {\mathcal {D}})}, con {\displaystyle f_{i}} simbolo funzionale con arietà {\displaystyle n} e nel dominio di interpretazione;
3. {\displaystyle I(R_{i})\subseteq {\mathcal {D}}^{n}}, con {\displaystyle R_{i}} simbolo relazionale con arietà {\displaystyle n} e nel dominio di interpretazione.

## Esempio
Un esempio di dominio di discorso, può essere un insieme di persone che siamo interessati a descrivere, ad esempio {\displaystyle {\mathcal {D}}=\{\mathrm {Tom} ,\mathrm {Bill} ,\mathrm {John} ,\mathrm {Kate} ,\mathrm {Peter} ,\mathrm {Sue} ,\mathrm {Tim} \}}.
Un esempio di signature {\displaystyle \sigma } può essere una coppia {\displaystyle (S,\mathrm {ar} )}, dove
- {\displaystyle S=\{\mathrm {PadreDi} ,\mathrm {Amici} ,a,b,c,d,f,g\}}, con 
  - {\displaystyle \mathrm {PadreDi} } simbolo funzionale,
  - {\displaystyle \mathrm {Amici} } simbolo relazionale,
  - e {\displaystyle a,b,c,d,f,g} simboli costanti;
- {\displaystyle \mathrm {ar} } funzione di arietà tale che:
  - {\displaystyle \mathrm {ar} (\mathrm {PadreDi} )=1,}
  - {\displaystyle \mathrm {ar} (\mathrm {Amici} )=2,}
  - {\displaystyle \mathrm {ar} (x)=0,\forall x\in \{a,b,c,d,e,f,g\}.}

Facendo riferimento agli esempi di dominio e signature visti sopra, una possibile funzione di interpretazione può essere {\displaystyle I} tale che:
- {\displaystyle I(a)=\mathrm {Tom} ,\quad I(b)=\mathrm {Bill} ,\quad I(c)=\mathrm {John} ,\quad I(d)=\mathrm {Kate} ,\quad I(e)=\mathrm {Peter} ,\quad I(f)=\mathrm {Sue} ,\quad I(g)=\mathrm {Tim} ;}
- {\displaystyle I(\mathrm {PadreDi} )=h\quad } tale che {\displaystyle \quad h(b)=a,\quad h(d)=c,\quad h(f)=e;}
- {\displaystyle I(\mathrm {Amici} )=\{(f,b),(d,g)\}.}

## Soddifacibilità per logiche del primo ordine
Un modello per una formula ben formata di un linguaggio del primo ordine è un modello per il linguaggio in cui l'interpretazione della formula risulti vera. Una formula è detta
- valida se è vera per tutti i modelli;
- soddisfacibile se esiste almeno un modello rispetto al quale è vera;
- insoddisfacibile se non esiste nessun modello in cui è vera.

Per esempio, una formula valida può essere {\displaystyle \forall x.(p(x)\rightarrow p(x))}, una soddisfacibile può essere {\displaystyle \exists x.(g(x)\rightarrow p(x))}, una insoddisfacibile può essere {\displaystyle \forall x.(p(x)\not \rightarrow p(x))}.

### Modelli di teorie assiomatiche
Un modello per una teoria del primo ordine è un modello per il suo linguaggio per cui siano vere tutte le formule che sono assiomi della teoria, e di conseguenza saranno verificate nel modello tutte le formule corrispondenti ai teoremi della teoria.